# 9K38 Igla
Pour les articles homonymes, voir Igla.
Le 9K38 Igla (en russe : « Игла́ », aiguille) est un système de missile sol-air (antiaérien) portatif guidé par infrarouge, fabriqué en Russie. « 9K38 » est la désignation appliquée par les russes pour leur système, le département de la Défense des États-Unis lui ayant attribué le nom de « SA-18 » et son code OTAN étant « Grouse », signifiant en français Tétra, le nom vernaculaire de certains oiseaux du groupe Tetraoninae.
Une version précédente simplifiée, dénommée « 9K310 Igla-1 », est connue en Occident sous la désignation de « SA-16 Gimlet ». La version la plus récente à ce jour est le « 9K338 Igla-S », connue au sein de l'OTAN sous la désignation « SA-24 Grinch ». Il est en service au sein de l'armée russe depuis 2004. Il existe un trépied lanceur à deux tubes pour le 9K38, appelé « Djigit ».

## Historique
Le développement du missile portatif à courte portée Igla (MAN-Portable Air Defense System - MANPADS), commença dans les bureaux de l'OKB-1 de Kolomna, en 1972. Contrairement à ce qui est souvent affirmé, l'Igla n'est pas une simple évolution de l'ancienne famille de missiles soviétiques « Strela » (9K32 Strela-2 et 9K34 Strela-3), mais un système nouveau. Les objectifs principaux étaient de créer un missile offrant une plus grosse enveloppe de tir avec une résistance aux contremesures accrue par rapport à l'ancien système Strela. Les difficultés techniques rencontrées tout au long du développement rendirent évident le fait que la mise au point prendrait beaucoup plus de temps que prévu initialement, et en 1978 le programme fut divisé en deux parties principales. Tandis que la finalisation du missile Igla « complet » continuerait son cours, une version simplifiée « Igla-1 », dotée d'un autodirecteur IR plus simple dérivé de celui du Strela-3, serait produite pour entrer en service rapidement en attendant la version finale et ses pleines capacités.

### Igla-1
Le système 9K310 Igla-1 et son missile 9M313 ont été admis au service actif dans l'armée soviétique le 11 mars 1981. Les principales différences avec le Strela-3 se situent au niveau de la possibilité de l'équiper d'un système d'identification ami-ennemi (sigle IFF en anglais) optionnel, afin de prévenir des tirs alliés, d'un conducteur de tir automatique et une possibilité de dévers pour simplifier le tir et réduire la portée d'engagement minimale, ainsi qu'un corps de missile dont le diamètre est légèrement plus important mais offrant une trainée réduite. Il est aussi doté d'un meilleur système de guidage, permettant une portée opérationnelle accrue et un meilleur taux de réussite contre les cibles rapides et manœuvrantes, grâce à un capteur plus sensible mais résistant mieux aux contremesures infrarouges (fusées éclairantes ou émetteurs de brouillage de la série ALQ-144). Il est également bien plus destructeur, faisant usage d'une combinaison de fusées de proximité, de manœuvres terminales visant à toucher le fuselage plutôt que le nez de l'appareil et d'une amorce additionnelle faisant exploser le carburant non brûlé dans le propulseur au moment de l'impact (s'il en reste à ce moment-là).
Selon les dires de son constructeur, les tests effectués en Afrique du Sud ont prouvé la supériorité de l'Igla sur le système américain contemporain FIM-92A Stinger (à rapporter à la date de sa mise en service, 1982). Pourtant, d'autres tests effectués en Croatie n'ont rapporté aucune supériorité évidente dans ce sens, sinon que l'Igla volait très légèrement plus vite et avait une portée très légèrement supérieure. Il avait été constaté que ces deux missiles avaient une tête chercheuse équivalente du point de vue des performances. D'après les bureaux de l'OKB-1, le missile Igla-1 a une probabilité de coup au but (PK - Probabiliy of Kill en anglais) variant de 0.30 à 0.48 contre des cibles non-protégées, valeur réduite à 0.24 en présence de leurres ou de brouillage. Dans un autre rapport, le constructeur affirme que le Pk est de 0.59 en approche et 0.44 en éloignement, contre un chasseur F-4 Phantom II n'utilisant aucune contremesure ou manœuvre évasive. Le missile Igla-1M est constitué d'une source d'alimentation en courant, d'un tube de lancement, d'un mécanisme de tir et d'un missile 9M313-1.

### Igla
L'Igla 9K38 « pleine capacité » et son missile 9M39 furent finalement admis au service actif en 1983. Les améliorations par-rapport à l'Igla-1 comprenaient une meilleure résistance au brouillage et aux leurres, une tête-chercheuse plus sensible, une bulle de tir étendue vers l'avant permettant d'engager de manière plus favorable des chasseurs ennemis se présentant en approche directe et une portée légèrement accrue.
L'impulsion de départ est plus importante, avec une fusée se consumant de manière plus rapide et une vitesse maximale plus grande (mais approximativement le même temps de vol jusqu'à la portée maximale). Le combustible du propulseur agit comme un explosif puissant lorsqu'il est initié par la charge secondaire de la charge militaire au moment de l'impact. La version navale du 9K38 est référencée par l'OTAN comme étant le « SA-N-10 Grouse ».

## Histoire opérationnelle

### Arménie
Lors de la guerre du Haut-Karabagh en Arménie, Petros Ghevondyan abat avec l'Igla 9K38 un avion de chasse azerbaïdjanais Mig-25 qui tentait de retourner à sa base après avoir mené des bombardements.

### Irak
L'utilisation la plus remarquée qui fut faite du SA-16 eut lieu pendant la guerre du Golfe. Le 17 janvier 1991, un chasseur-bombardier Tornado de la Royal Air Force britannique revenant d'une mission avortée fut abattu par un MANPADS irakien, qui pourrait bien être un SA-16 ou un SA-14. Un F-16 pourrait bien avoir été lui aussi abattu par un SA-16, le 27 février. Le pilote fut capturé,.
Au-cours de ce même conflit, un A-10 Thunderbolt II de l'US Air Force a également subi de lourds dégâts, à la suite de l'impact d'un SA-16, le 15 février 1991. Le pilote a pu retourner à sa base indemne, grâce à la grande résistance de cet appareil d'attaque au sol (voir illustrations à droite).

### Rwanda
Le Front patriotique rwandais a disposé de SA-7, SA-14 et SA-16. Un hélicoptère Gazelle rwandais a été abattu par le FPR par un missile non-précisé le 23 octobre 1994.
La compagnie d'espionnage privée Stratfor entre autres attribue à un missile SA-16 la chute de l'avion Falcon 50 présidentiel du gouvernement rwandais, touché en vol et abattu le 6 avril 1994, alors qu'il allait atterrir à l'aéroport de Kigali. Cette action tua simultanément Juvénal Habyarimana, président du Rwanda, et Cyprien Ntaryamira, président du Burundi. Cet attentat déclencha le génocide rwandais, qui fit 800 000 personnes victimes en seulement 100 jours.

### Guerre du Cenepa
Au-cours de la guerre du Cenepa, opposant l'Équateur et le Pérou, l'armée équatorienne et l'armée péruvienne (qui disposait de 90 unités fonctionnelles) firent toutes deux usage de missiles SA-16 contre les avions et hélicoptères adverses. Un hélicoptère d'attaque Mi-25 de l'Armée de l'Air péruvienne fut abattu le 7 février 1995, aux alentours de Base del Sur, tuant les trois hommes d'équipage, tandis qu'un A-37 Dragonfly équatorien eut plus de chance et put rentrer après avoir été touché. D'autres impacts sur des appareils équatoriens furent annoncés mais ne purent pas être confirmés.

### Bosnie
Le 30 août 1995, Pendant l'opération Deliberate Force, un Mirage 2000-D de l'Armée de l'Air française fut abattu au-dessus de la ville de Pale par un Igla tiré par les unités anti-aériennes de la Vojska Republike Srpske.
Les pilotes furent capturés et libérés en décembre 1995.

### Révolution syrienne
Une vidéo a été diffusée, montrant des rebelles islamistes faisant usage d'un SA-16 contre un hélicoptère du gouvernement syrien. On pense que ces armes ont été dérobées dans une base de l'armée syrienne, installée à Alep à partir de février.

### Guerre civile ukrainienne
Le 14 juin 2014, un avion de transport militaire ukrainien a été abattu par les séparatistes pro-russes, faisant 49 morts. Cette attaque aurait été menée notamment à l'aide du lance-missile 9K38 Igla .

### Conflit turco-kurde de 2015
Le 13 mai 2016, des militants du PKK abattent un hélicoptère de l'armée turque, probablement un Bell AH-1 Cobra, dans l'est du pays à l'aide d'un SA-18. Les deux membres d'équipage trouvent la mort au cours de cette action, qui constitue une escalade supplémentaire dans le conflit.

### Invasion de l'Ukraine par la Russie en 2022
Le 9K38 Igla a été utilisé durant l'invasion de l'Ukraine par la Russie en 2022 où plusieurs exemplaires ont été saisis par l'armée ukrainienne.

## Autres variantes

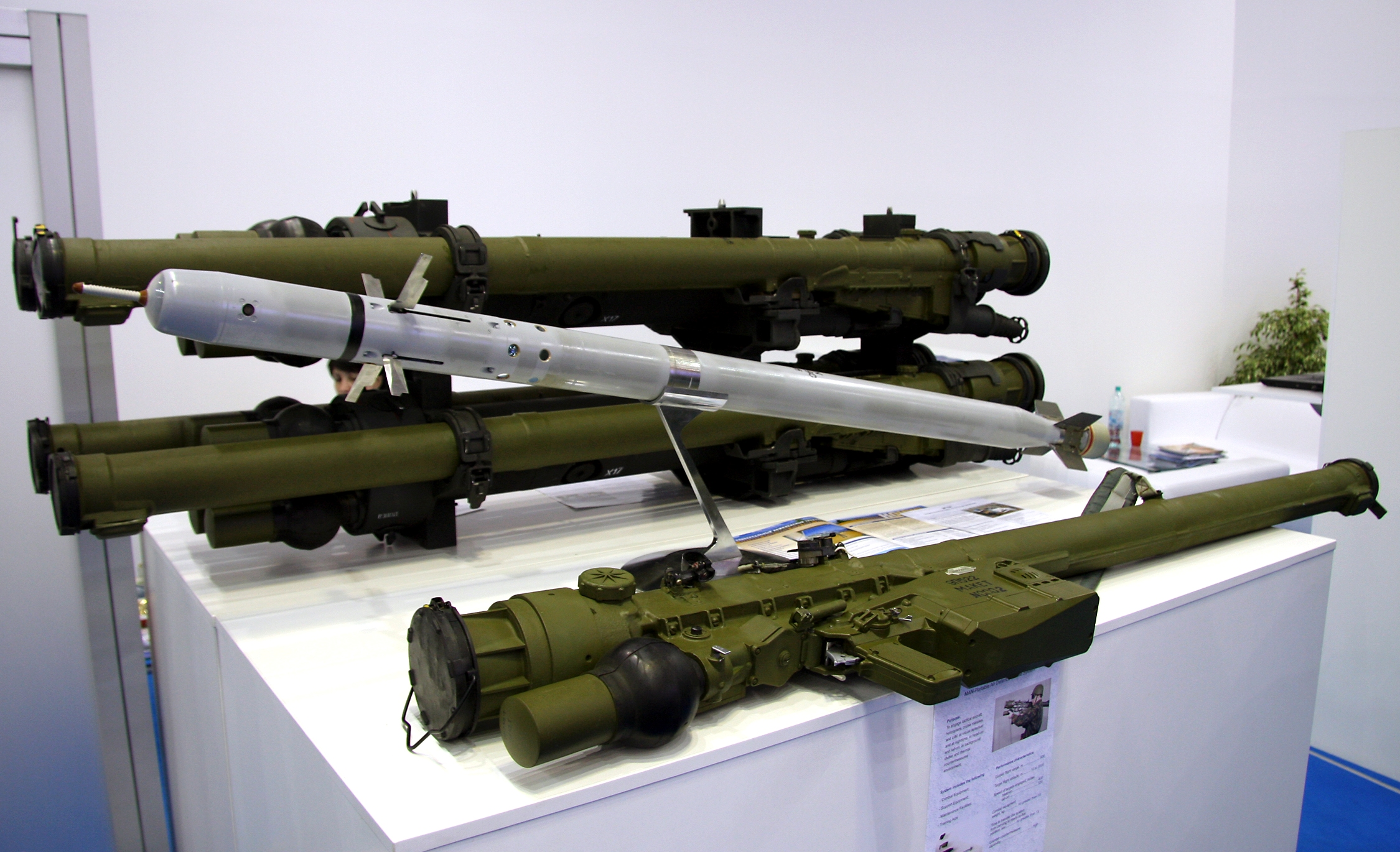
Un missile Igla-1S avec son tube de lancement.

Plusieurs variantes de l'Igla ont été développées, à des fins spécifiques :
Igla-1EVersion d'exportation.
Igla-1MVersion améliorée du 9K38 Igla. Entrée en service dans l'armée soviétique à la fin des années 1980.
Igla-1DVersion pour les forces spéciales et les troupes parachutistes, avec un missile et un tube de lancement séparés.
Igla-1VVersion air-air, principalement destinée à être employée sur les hélicoptères de combat.
Igla-1NVersion dotée d'une charge militaire plus importante, au prix d'une vélocité et d'une portée légèrement diminuées.
Igla-1AVersion d'exportation ?
Igla-S (SA-24 Grinch)La version la plus récente, apportant son lot d'importantes améliorations : portée accrue, capteurs plus sensibles, charge militaire plus importante et résistance aux contre-mesures améliorée.
Strelets Igla-S / IglaLe « Strelets » est conçu pour un tir automatique télécommandé du missile Igla ou Igla-S, en coup-par-coup, rafales ou salves.
Gibka-S
Le Gibka-S est une modification du véhicule blindé Tigr qui ou 4 missiles Igla ou Verba sont installés sur le toit du véhicule.

## Comparaison avec les autres systèmes portatifs contemporains
|                                                | 9K34 Strela-3                                 | 9K38 Igla                                                                               | 9K310 Igla-1                                                                              | 9K338 Igla-S                                         | FIM-92 Stinger                                   |
| ---------------------------------------------- | --------------------------------------------- | --------------------------------------------------------------------------------------- | ----------------------------------------------------------------------------------------- | ---------------------------------------------------- | ------------------------------------------------ |
| Date d'entrée en service                       | 1974                                          | 1983                                                                                    | 1981                                                                                      | 2004                                                 | 1987                                             |
| Masse du système complet, (en ordre de combat) | 16,0 kg (35 lb)                               | 17,9 kg (39 lb)                                                                         | 17,9 kg (39 lb)                                                                           | 19,0 kg (42 lb)                                      | 14,3 kg (32 lb)                                  |
| Masse du missile                               | 10,3 kg (23 lb)                               | 10,8 kg (24 lb)                                                                         | 10,8 kg (24 lb)                                                                           | 11,7 kg (26 lb)                                      | 10,1 kg (22 lb)                                  |
| Masse de la charge militaire                   | 1,17 kg (2,6 lb), (dont 390 g d'explosif HMX) | 1,17 kg (2,6 lb), (dont 390 g d'explosif HMX)                                           | 1,17 kg (2,6 lb), (dont 390 g d'explosif HMX)                                             | 2,5 kg (5,5 lb), (dont 585 g d'explosif HMX)         | 2~3 kg (4,4~6,6 lb), (dont 450 g d'explosif HMX) |
| Type de charge militaire                       | Explosive, souffle + fragmentation            | Explosive, souffle + fragmentation                                                      | Explosive, souffle + fragmentation                                                        | Explosive, souffle + fragmentation                   | Explosive, souffle + fragmentation circulaires   |
| Type de détonateur                             | Impact et fusée de proximité                  | Retardé à l'impact, magnétique et fusée de proximité                                    | Retardé à l'impact, magnétique et fusée de proximité                                      | Retardé à l'impact, magnétique et fusée de proximité | Retardé à l'impact                               |
| Vitesse de vol (moyenne / maxi)                | 470 m/s (1 692 km/h) soutenus                 | 600 m/s (2 160 km/h) / 800 m/s (2 880 km/h)                                             | 570 m/s (2 052 km/h) soutenus (à une température extérieure de 15 °C)                     | ?                                                    | 700 m/s (2 520 km/h) / 750 m/s (2 700 km/h)      |
| Portée maxi.                                   | 4 105 m (2,55 mi)                             | 5 200 m (3,23 mi)                                                                       | 5 000 m (3,11 mi)                                                                         | 6 000 m (3,73 mi)                                    | 4 500 m (2,80 mi)                                |
| Vitesse maxi de la cible, en éloignement       | 260 m/s (936 km/h)                            | 360 m/s (1 296 km/h)                                                                    | 360 m/s (1 296 km/h)                                                                      | 400 m/s (1 440 km/h)                                 | ?                                                |
| Vitesse maxi de la cible, en approche          | 310 m/s (1 116 km/h)                          | 320 m/s (1 152 km/h)                                                                    | 320 m/s (1 152 km/h)                                                                      | 320 m/s (1 152 km/h)                                 | ?                                                |
| Type de tête-chercheuse                        | Refroidie à l'azote, sulfure de plomb (PbS)   | Refroidie à l'azote, Antimoniure d'indium (InSb) et sulfure de plomb (PbS) non refroidi | Refroidie à l'azote, Antimoniure d'indium (InSb)                                          | ?                                                    | Refroidie à l'argon, Antimoniure d'indium (InSb) |
| Scan de l'auto-directeur                       | modulation FM                                 | modulation FM                                                                           | modulation FM                                                                             | modulation FM                                        | modulation FM                                    |
| Particularités de l'autodirecteur              |                                               | Pointe de forme aérodynamique pour réduire la traînée d'onde supersonique.              | Cône de nez monté sur support à trois points pour réduire la traînée d'onde supersonique. |                                                      |                                                  |

## Utilisation lors d'une tentative d'attentat
Le 12 août 2003, à la suite d'une mission d'infiltration menée en coopération par les agences d'espionnage et de renseignement américaine, russe et britannique, Hemant Lakhani, un ressortissant britannique, fut arrêté alors qu'il tentait de faire rentrer sur le territoire américain ce qui semblait être un vieil Igla de première génération. Il est soupçonné d'avoir eu l'intention d'utiliser ce missile lors d'une future action contre « Air Force One », l'avion présidentiel américain, ou contre des avions de ligne civils américains. On a su, par la suite, qu'il avait planifié l'achat de 50 autres exemplaires de cette arme.
Après que le Federalnaya Sluzhba Bezopasnosti (FSB) ait détecté le trafiquant en Russie, il fut approché par des agents sous couverture américains s'étant fait passer pour des terroristes désirant abattre un avion commercial. Il obtint ensuite un Igla inerte par des agents sous couverture russes, et fut arrêté dans la ville de Newark, dans le New Jersey, au moment de conclure une vente simulée avec un autre agent américain sous couverture. Un citoyen indien résidant en Malaisie, Moinuddeen Ahmed Hameed, et Yehuda Abraham, un patriarche juif américain de 75 ans ont également été arrêtés. Ils avaient grandement contribué au financement de l'achat de ce missile, alors estimé à 85 000 $,,,.
Lakhani a été reconnu coupable par le jury en avril 2005 et a été condamné à une peine de 47 ans de prison.
Cet épisode a inspiré le roman SAS IGLA-S de Gérard de Villiers

## Utilisateurs

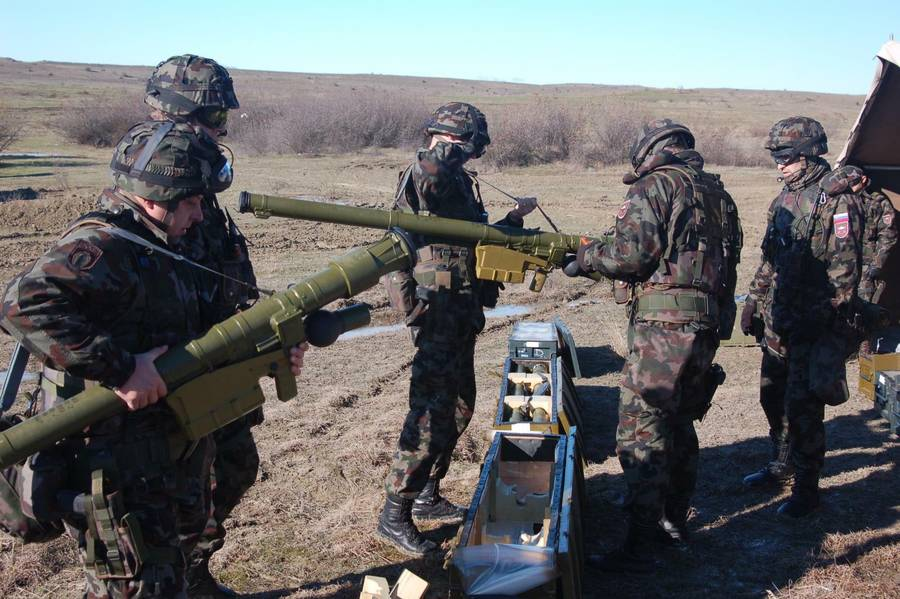
Des Igla aux mains de soldats de l'armée slovène. On peut apercevoir, ici, les caisses de stockage et de transport de ces armes.

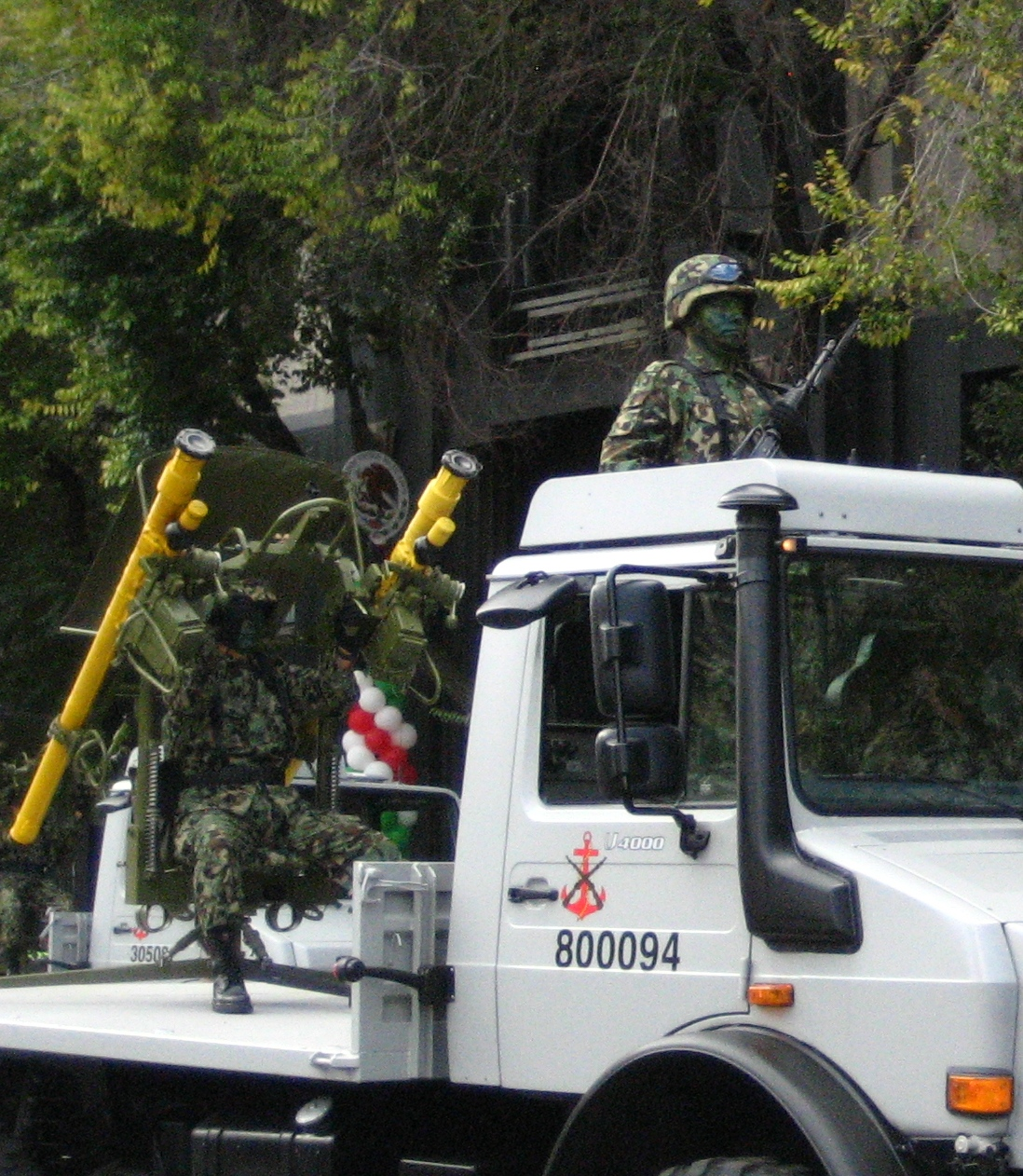
Un système Igla 9K38 en affût-double djigit (nom de code OTAN : SA-18), monté sur un camion Mercedes-Benz Unimog de la marine mexicaine, lors d'une parade militaire.

Les missiles sol-air Igla et Igla-1 ont été exportés depuis l'ex-Union soviétique vers plus de 30 pays, dans toutes les parties du monde. Certaines factions armées, guérillas ou autres groupes terroristes sont aussi supposés posséder des Igla's. Des actionnaires présumés des « Tigres de la libération de l'Eelam Tamoul », une organisation rebelle luttant pour une patrie pour les Tamouls dans l'île du Sri Lanka, ont été arrêtés, en août 2006, par des agents infiltrés du FBI se faisant passer pour les marchands d'armes, au moment où ils essayaient d'acheter un Igla. En 2003, le prix d'un exemplaire de cette arme était situé aux alentours des 60 000 à 80 000 $.
Un grand nombre en a été vendu au gouvernement du Venezuela, et des inquiétudes se font ressentir quant à la possibilité de les voir tomber aux mains des guérillas colombiennes.

### Igla-1E (SA-16)
- Angola
- Arménie
- Bulgarie
- Croatie
- Équateur
- Finlande : désigné ItO 86; ancien utilisateur
- Géorgie
- Hongrie
- Iran
- Irak
- Birmanie
- Corée du Nord : fabriqué localement
- Pérou
- Pologne : licence obtenue mais pas d'usage militaire (voir PZR Grom)
- Russie
- Slovénie
- Serbie : fabriqué localement
- Union soviétique : ancien utilisateur
- Syrie
- Ukraine
- Bosnie-Herzégovine : 20 unités
- Émirats arabes unis
- Vietnam : Armée de la République du Viêt Nam

### Igla (SA-18)
- Algérie
- Arménie
- Biélorussie
- Birmanie
- Brésil
- Bulgarie
- Corée du Sud
- Cuba
- Égypte
- Érythrée
- Finlande : désigné ItO-86M; ancien utilisateur
- Géorgie
- Hongrie
- Inde
- Indonésie
- Iran
- Kazakhstan
- Macédoine
- Malaisie
- Maroc
- Mexique : Marine mexicaine
- Mongolie
- Pérou
- Russie
- Serbie
- Singapour : Armée de l'Air de la république de Singapour
- Slovaquie
- Sri Lanka
- Syrie : République arabe syrienne
- Thaïlande
- Turquie
- Ukraine
- Union soviétique : reversés aux états successeurs
- Vietnam
- Zimbabwe

### Igla-S (SA-24)
- Azerbaïdjan : 300 lanceurs et 1 500 missiles[24].
- Brésil
- Irak : Livraison en septembre 2014.
- Libye : Des preuves photographiques de l'utilisation de la version bitube sur trépied ont fait surface lors de la guerre civile de 2011, débutée en mars. 482 missiles Igla-S ont été importés de Russie en 2004. Lors des comptages effectués à la fin de la guerre, certains étaient reportés manquants, et il est à penser qu'ils aient fini dans l'inventaire militaire iranien[25],[26],[27]. Des officiels israéliens disent que ces Igla-S furent pillés depuis des hangars libyens en 2011 et transportés par les iraniens via le Soudan et finirent entre les mains de militants de Gaza et du Liban[28].
- Russie
- Slovénie
- Syrie : Des preuves photo de lance-missiles SA-24 aux mains des rebelles syriens furent établies pour la première fois le 13 novembre 2012. Un expert dira « Aussi loin que je me souvienne, c'est le premier SA-24 à avoir été photographié hors du contrôle du pays »[29].
- Venezuela [30]
- Vietnam [31]

## Autres utilisations
Le GLL Igla est un projet récent d'avion russe propulsé par statoréacteur, mené par l'Institut Central de Développement des Moteurs d'Avion de Baranov (TsIAM).

## Médias
Le missile Igla (dans sa variante « Djigit ») est l'un des deux systèmes anti-aériens sur trépied utilisables dans le jeu vidéo Battlefield 2 (l'autre étant le Stinger). Dans le jeu, il est très sensible aux leurres, et un minimum de trois missiles est nécessaire pour détruire un avion ou un hélicoptère ennemi.